# Выборы в Конституционное собрание Перу (1978)
Выборы в Конституционное собрание в Перу прошли 18 июня 1978 года. Партия Априста получила наибольшее чило мест, заняв 37 из 100 мест Собрания.
Конституционное собрание 1978 года стало десятым Учредительным собранием Перу. Оно было созвано правительством генерала Франциско Моралеса Бермудеса для содействия восстановлению демократии после десятилетия так называемого Революционного правительства Вооруженных сил. Конституционное собрание начало работу 28 июля 1978 года под председательством Виктора Рауля Хая де ла Торре,  лидера партии АПРА. Его основной задачей было подготовить новую Конституцию вместо формально действовавшей Конституции 1933 года. Новая Конституция была санкционирована и обнародована 12 июля 1979 года и вступила в силу 28 июля 1980 года, когда было введено в действие конституционное правительство Фернандо Белаунде Терри. Принятая Конституция была в силе до 1992 года.

## Результаты
| Партия                               | Партия                                       | Голоса    | %    | Мест |
| ------------------------------------ | -------------------------------------------- | --------- | ---- | ---- |
|                                      | Априста                                      | 1 241 174 | 35,9 | 37   |
|                                      | Христианская народная партия                 | 835 294   | 23,5 | 25   |
|                                      | Народный фронт рабочих, крестьян и студентов | 433 413   | 12,3 | 12   |
|                                      | Революционная социалистическая партия        | 323 520   | 6,6  | 6    |
|                                      | Перуанская коммунистическая партия           | 207 612   | 5,9  | 6    |
|                                      | Народный демократический союз                | 160 741   | 4,5  | 4    |
|                                      | Национальный фронт рабочих и крестьян        | 135 552   | 3,8  | 4    |
|                                      | Христианско-демократическая партия           | 83 075    | 2,3  | 2    |
|                                      | Национальный союз                            | 74 137    | 2,1  | 2    |
|                                      | Прадистское демократическое движение         | 68 619    | 1,9  | 2    |
|                                      | Революционное социалистическое действие      | 20 164    | 0,5  | 0    |
|                                      | Демократическая реформистская партия         | 19 594    | 0,5  | 0    |
| Недействительных/пустых бюллетеней   | Недействительных/пустых бюллетеней           | 661 576   | –    | –    |
| Всего                                | Всего                                        | 4 172 962 | 100  | 100  |
| Зарегистрированных избирателей/ Явка | Зарегистрированных избирателей/ Явка         | 4 978 831 | 83,7 | –    |